# Associazione San Benedetto patrono d'Europa
L'Associazione San Benedetto Patrono d'Europa (in latino Associatio Sanctus Benedictus Patronus Europae; sigla A.S.B.P.E.) è un'associazione internazionale di fedeli di diritto pontificio.

## Storia
L'associazione sorse dopo l'elezione di san Benedetto a patrono d'Europa decretata nel 1964 da papa Paolo VI con la lettera apostolica Pacis nuntius. Fu fondata nel 1967 su iniziativa di Jean-Édouard-Lucien Rupp, vescovo di Monaco, e di Jean Roy, abate di Fontgombault, con l'aiuto di François Charrière, vescovo di Friburgo, e di alcuni abati benedettini con l'intento di promuovere la cultura cristiana in un'Europa spiritualmente unita.
Il Pontificio consiglio per i laici riconobbe l'Associazione come associazione internazionale di fedeli di diritto pontificio l'11 luglio 1988.

## Attività e diffusione
I membri coltivano e difendono le tradizioni cristiane d'Europa; si impegnano, per quanto possibile, a frequentare un monastero benedettino o cistercense e a intessere relazioni spirituali con esso; promuovono iniziative a difesa della famiglia, della scuola cattolica e della lingua latina; organizzano congressi internazionali annuali in collaborazione con abbazie benedettine su temi riguardanti la vita cristiana in Europa.
L'associazione è retta da un comitato di direzione, costituito da dodici membri, che elegge un presidente, due vicepresidenti e un segretario generale.
L'associazione conta circa 500 membri ed è presente in 14 nazioni. La sede centrale dell'associazione è a Roma.